# Phryneta marmorea
Phryneta marmorea là một loài bọ cánh cứng trong họ Cerambycidae.